# اولگ بوریسوف
اولگ بوریسوف (روسی: Оле́г Ива́нович Бори́сов؛ ۸ نوامبر ۱۹۲۹ – ۲۸ آوریل ۱۹۹۴) یک هنرپیشه اهل اتحاد جماهیر شوروی سوسیالیستی بود. وی بین سال‌های ۱۹۵۵ تا ۱۹۹۴ میلادی فعالیت می‌کرد.
از فیلم‌ها یا برنامه‌های تلویزیونی که وی در آن نقش داشته است می‌توان به مادر، جزیره گنج، خدمتکار اشاره کرد.
وی همچنین برنده جوایزی همچون جایزه دولتی اتحاد شوروی و جایزه هنرمند مردمی اتحاد جماهیر شوروی شده است.